# Bobolice (gromada w powiecie koszalińskim)
Bobolice – dawna gromada, czyli najmniejsza jednostka podziału terytorialnego Polskiej Rzeczypospolitej Ludowej w latach 1954–1972.
Gromady, z gromadzkimi radami narodowymi (GRN) jako organami władzy najniższego stopnia na wsi, funkcjonowały od reformy reorganizującej administrację wiejską przeprowadzonej jesienią 1954 do momentu ich zniesienia z dniem 1 stycznia 1973, tym samym wypierając organizację gminną w latach 1954–1972.
Gromadę Bobolice z siedzibą GRN w Bobolicach (wówczas wsi) utworzono – jako jedną z 8759 gromad na obszarze Polski – w powiecie koszalińskim w woj. koszalińskim na mocy uchwały nr 43/54 WRN w Koszalinie z dnia 5 października 1954. W skład jednostki weszły obszary dotychczasowych gromad Bobolice I, Bobolice III, Bobolice B i Bobolice D (oprócz części miejscowości Bobolice w ilości 12 gospodarstw po lewej stronie szosy Bobolice-Gozd, włączonej do gromady Gozd) ze zniesionej gminy Bobolice w tymże powiecie. Liczbę członków gromadzkiej rady narodowej Bobolice podano (z niewiadomych powodów) razem z gromadą Porost jako 27.
29 lutego 1956 do gromady Bobolice włączono kolonię Bobolice „B” z gromady Porost w tymże powiecie.
1 stycznia 1958 z gromady Bobolice wyłączono miejscowość Bobolice, tworząc z niej miasto Bobolice w tymże powiecie i województwie, przez co gromada Bobolice de facto utraciła cały obszar. Jednak tego samego dnia włączono do niej obszary zniesionych gromad Głodowo i Porost w powiecie koszalińskim oraz wsie Stare Łozice i Nowe Łozice ze zniesionej gromady Czechy w powiecie szczecineckim w tymże województwie.
31 grudnia 1959 z gromady Bobolice wyłączono wieś Dobrociechy, włączając ją do gromady Dargiń w tymże powiecie; do gromady Bobolice włączono natomiast obszary zniesionych gromad Drzewiany (bez wsi Górawino) i Chmielno (bez wsi Smęcino i Dzięciołowo) w tymże powiecie.
31 grudnia 1961 do gromady Bobolice włączono wieś Dobrociechy (bez PGR-u Dobrociechy) z gromady Dargiń w tymże powiecie.
31 grudnia 1971 do gromady Bobolice włączono obszar zniesionej gromady Gozd w tymże powiecie.
1 stycznia 1972 do gromady Bobolice włączono grunty o powierzchni 868 ha z miasta Bobolice w tymże powiecie.
Gromada przetrwała do końca 1972 roku, czyli do kolejnej reformy gminnej. 1 stycznia 1973 w powiecie koszalińskim reaktywowano gminę Bobolice.